# Герб Мосальского района
Герб муниципального образования «Мосальский район» Калужской области Российской Федерации.
Герб утверждён решением № 5 районного Собрания муниципального образования «Мосальский район» 20 января 1997 года.
Герб внесён в Государственный геральдический регистр Российской Федерации с присвоением регистрационного номера 756.

## Описание герба
В Решении районного Собрания муниципального образования «Мосальский район» записано: «Утвердить Герб города Мосальска „Гербом Мосальского района“».
Дословное описание герба Мосальского района" в Положении о гербе:

«Герб Мосальского района является официальным символом Мосальского района и представляет собой: в серебряном поле чёрный орёл, увенчанный княжеской короной Черниговского княжества с золотым крестом, диагонально положенным, который он держит в левых когтях; в правых червленный щит с княжеской же короной, увенчанных золотой литерой „М“. Серебряное поле щита имеет зубцоватую опушку лазоревого цвета».

На сайте Союза геральдистов России, при содействии которого герб района прошёл регистрацию, представлено следующее описание герба района:

«В серебряном поле чёрный вооружённый золотым клювом и когтями обернувшийся орёл, коронованный княжеской короной (с тремя видимыми листовидными зубцами), держащий в правой лапе червлёный щиток, увенчанный такой же княжеской короной. В щитке золотая литера „М“, сопровождаемая вверху державой, а внизу гамеидами того же металла. В левой лапе длинный (процессионный) золотой крест в перевязь. Щит имеет лазоревую зубчатую кайму».

## История герба
Герб Мосальского района был составлен Союзом геральдистов России на основе исторического герба Мосальска.
Герб Мосальска был Высочайше утверждён 10 (21) марта 1777 года императрицей Екатериной II  вместе с другими гербами городов Калужского наместничества (ПСЗ, 1777, Закон № 14596)
20 января 1997 года районное Собрание муниципального образования «Мосальский район» утвердило исторический герб Мосальска (1777 года) в качестве официального символа района.
В описании герба района Положения о гербе (в редакции 1997 года) есть неточности — литера «М» не венчает червлёный (с одним -н) щит, а обременяет его.